# De Nationale Assemblée
De Nationale Assemblée (DNA) is het parlement van Suriname. Het is een eenkamerparlement. De assemblee zetelt in de voormalige Buiten-Sociëteit Het Park, in 1954 ontworpen door ir. P.J. Nagel aan het Onafhankelijkheidsplein in Paramaribo. Het gebouw werd betrokken nadat op 1 augustus 1996 een brand het oude gebouw van de volksvertegenwoordiging geheel verwoestte.
De 51 leden van deze volksvertegenwoordiging worden elke vijf jaar gekozen in algemene, vrije en geheime verkiezingen door de bevolking van Suriname. Sinds de verkiezingen van 2020 is Marinus Bee de voorzitter van de Assemblée en Dew Sharman de vicevoorzitter. 
Naast De Nationale Assemblée kent Suriname ook de Verenigde Volksvergadering, waarin De Nationale Assemblée, de districtsraden en de ressortraden samenkomen als twee derde van de assemblee dit wenst en daarnaast in een aantal bijzondere gevallen.

## Geschiedenis
De eerste volksvertegenwoordiging in Suriname werd gevormd door de Koloniale Staten, vanaf 1866. In 1936 werd de naam gewijzigd in de Staten van Suriname. Toen Suriname op 25 november 1975 een onafhankelijk land werd, werd de volksvertegenwoordiging Parlement van de Republiek Suriname genoemd. Bij de staatsgreep van 1980 werd dit parlement buiten werking gesteld.
Nog in 1980 werd de Nationale Assemblée ingesteld. Via het grondwettelijke referendum van 1987 werd de Nationale Assemblée een democratisch instituut.
De vergaderzaal van DNA wordt "het Halfrond" genoemd.

### Brand en nieuwbouw
Op 1 augustus 1996 werd het parlementsgebouw geheel verwoest door een grote brand. Hiermee ging het pand uit de 18e eeuw verloren dat waarin in 1887 voor het eerst een vergadering werd gehouden door de Koloniale Staten, en vervolgens door de opvolgers: de Staten van Suriname en De Nationale Assemblée.
Voor de vergaderingen van DNA werd een tijdelijke oplossing gevonden in het oude gebouw van de Kamer van Koophandel en Fabrieken en later dat jaar werd verhuisd naar het pand van de Buiten-Sociëteit Het Park. Het duurde nog jaren voordat er overgegaan werd tot de nieuwbouw van DNA. Hiervoor werd in 2017 een ontwerp goedgekeurd; in 2019 maakte Paramaribo Urban Rehabilitation Program (PURP) de start van de herbouw. De financiering is afkomstig van de Inter-Amerikaanse Ontwikkelingsbank. Het nieuwe pand werd op 14 april 2022 opgeleverd en is een identieke herbouw van de oude Assemblée. Met de herbouw was een bedrag van 3,4 miljoen USD gemoeid. Er moet nog wel een grotere vergaderzaal voor het parlement bij gebouwd worden. Het pand werd in januari 2023 officieel in gebruik genomen.
| De vestiging sinds de brand |
| De vestiging sinds de brand |

| De nieuwbouw in 2022 |
| De nieuwbouw in 2022 |

### Protest van 17 februari 2023

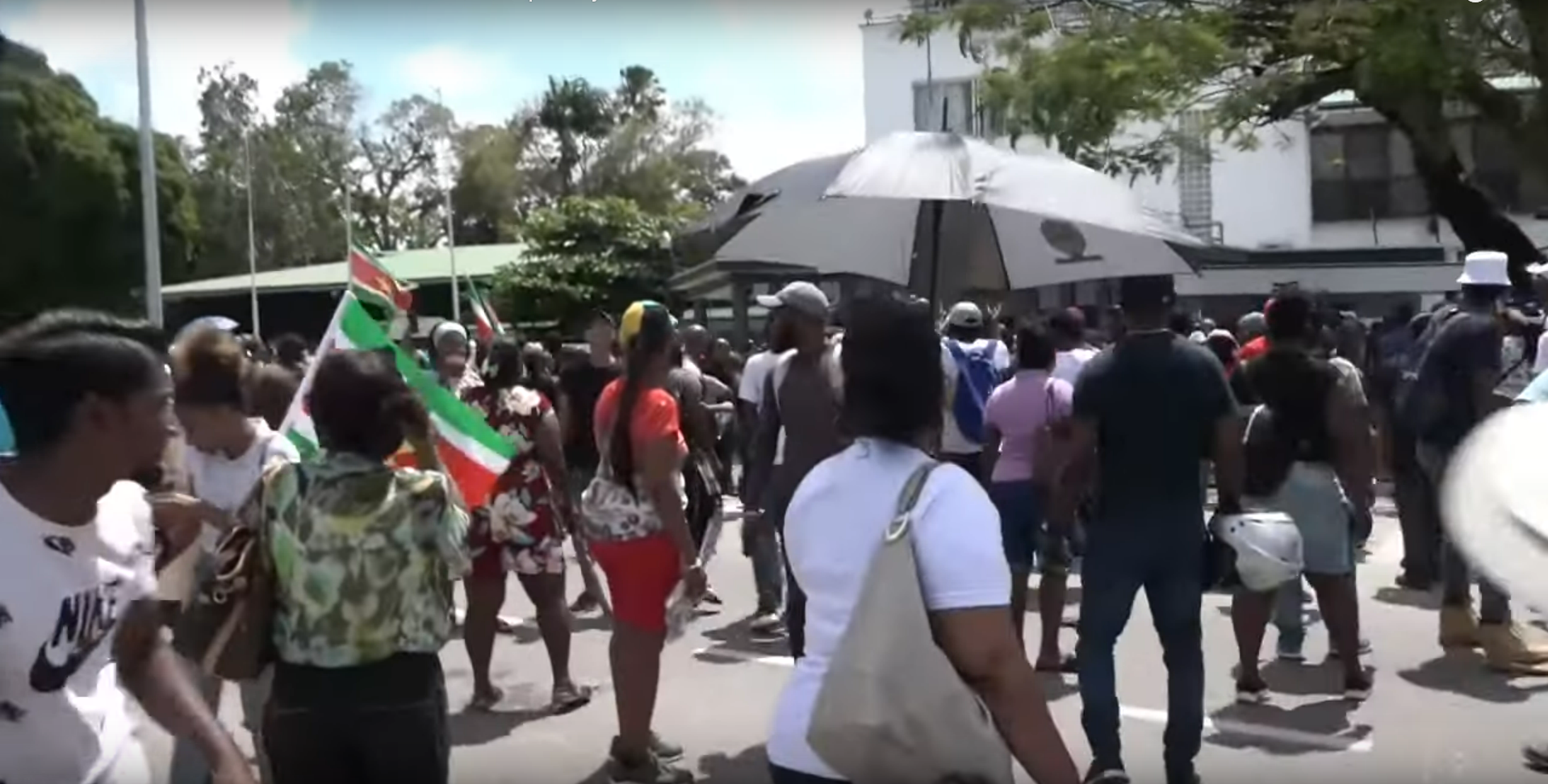
Menigte richt woede op het gebouw van DNA

Op 17 februari 2023 organiseerde Stephano Biervliet een demonstratie op het Onafhankelijkheidsplein onder de naam Alles plat, waarvoor hij ook de vakbonden en het bedrijfsleven opriep om mee te doen. Aan het protest namen duizenden mensen deel. Op social media bleek van tevoren dat ook herrieschoppers op het protest af zouden komen. De demonstratie liep uit de hand toen demonstranten over de hekken van het parlementsgebouw klommen en flessen en bloempotten naar het gebouw gooiden. Ramen sneuvelden, de lobby werd vernield en er brak brand uit. De rellen spreidden zich uit over de stad en er vielen meer dan twintig gewonden. De Suriname Times Mall werd zwaar getroffen door plunderingen.
President Santokhi, de rest van de regering en andere politici keurden de rellen en plunderingen sterk af. Santokhi zette een taakgroep op om relschoppers op te sporen. Hij legde aanvankelijk de nadruk op "het beschermen van de samenleving, de rechtsstaat en de democratie." Als reactie hierop kreeg hij de kritiek dat de regering de oorzaken erachter zou negeren. In een latere toespraak pleitte hij voor een zo snel mogelijke normalisering van de economie en kondigde hij aan in gesprek te gaan met belangengroepen. Hij startte zijn gesprekken op 26 februari 2023 onder de noemer nationale dialoog.

## Voorzitters sinds 1975

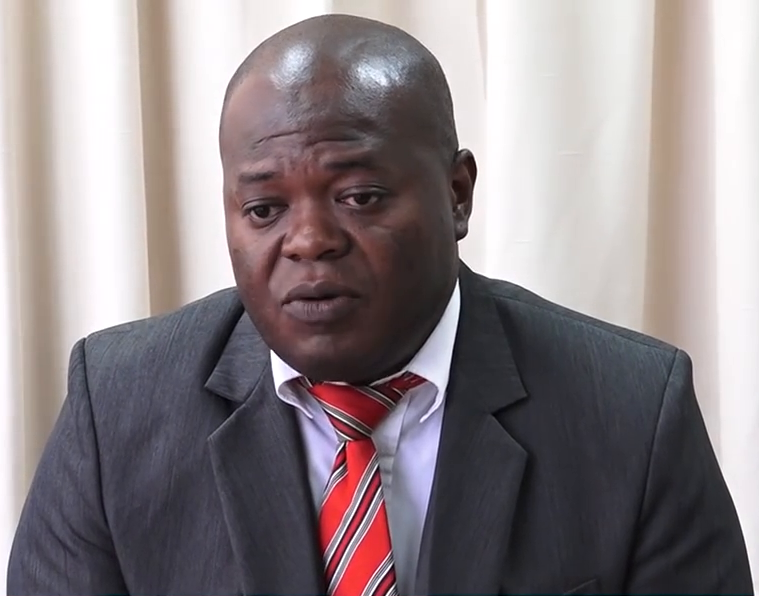
Marinus Bee

Emile Wijntuin was vanaf december 1973 voorzitter van de Staten van Suriname en bleef na de onafhankelijkheid de voorzitter van de opvolger van de Staten tot het parlement ontbonden werd in augustus 1980. Na de verkiezingen van 1987 werd Jagernath Lachmon (VHP) de voorzitter, een functie die hij ook al twee keer eerder had gehad in de Staten van Suriname.

### Lijst
- 14-12-1987 – 08-07-1991: Jagernath Lachmon (VHP)
- 09-07-1991 – 08-07-1996: Jagernath Lachmon
- 08-07-1996 – 10-10-1996: Jagernath Lachmon
- 10-10-1996 – 23-07-2000: Marijke Djwalapersad (BVD)
- 24-07-2000 – 19-10-2001: Jagernath Lachmon
- 06-11-2001 – 30-06-2005: Ramdien Sardjoe (VHP)
- 29-06-2005 – 30-06-2010: Paul Somohardjo (PL)
- 29-06-2010 – 30-06-2015: Jennifer Geerlings-Simons (NDP)
- 29-06-2015 – 14-07-2020: Jennifer Geerlings-Simons
- 14-07-2020 – 29-06-2025: Marinus Bee (ABOP)
- 29-06-2025 - heden: Ashwin Adhin (NDP)

## Bevoegdheden
De Nationale Assemblée heeft zowel wetgevende als bestuurlijke en controlerende bevoegdheden, die zijn vervat in de artikelen 71 tot en met 74 van de Grondwet. De voornaamste zijn:
- Het beslissen over alle wetsontwerpen die haar worden voorgelegd (wetgeving).
- Besluiten omtrent het bijeenroepen van een Verenigde Volksvergadering, indien zij dit toepasselijk vindt (bestuur).
- Het goedkeuren van het sociaaleconomisch en politiek beleid van de regering (controle).
- Het kiezen van de president en de vicepresident (politiek).
- Het doen van een voordracht voor benoeming van de voorzitter en de leden van de Rekenkamer (bestuur).
- Het goedkeuren van de jaarlijkse begroting van de regering (wetgeving en bestuur).
- Het benoemen en ontslaan van haar griffier.

## Kiesstelsel

Districten en bevolkingsdichtheid (2012)

Bij de verkiezingen voor De Nationale Assemblée wordt gebruikgemaakt van een meervoudig districtenstelsel, hetgeen betekent dat de zetels per district worden verdeeld en binnen elk district meerdere zetels te verdelen zijn. Het aantal zetels voor de kiesdistricten, die overeenkomen met de gewone districten, is in de jaren tachtig wettelijk vastgelegd op basis van een politiek compromis en sindsdien ongewijzigd gebleven. Dit compromis is weer gebaseerd op de zetelverdeling zoals deze in de jaren vijftig wettelijk is vastgelegd. Omdat deze verdeling niet wordt aangepast aan de bevolkingsverhoudingen, zijn er door bevolkingsverschuivingen in de afgelopen decennia in het ene district veel meer stemmen nodig om een zetel te behalen dan in het andere district. Zo zijn voor een zetel in het district Paramaribo, dat met de helft van de Surinaamse bevolking slechts 17 van de 51 zetels te verdelen heeft, gemiddeld tien keer zoveel stemmen nodig als voor een zetel in het district Coronie, waar 0,6% van de bevolking 2 van de 51 zetels (4%) mag verdelen.
| District   | % inwoners (2004) | Aantal zetels DNA | % zetels DNA |
| ---------- | ----------------- | ----------------- | ------------ |
| Paramaribo | 50,0              | 17                | 33,3         |
| Wanica     | 17,7              | 7                 | 13,7         |
| Nickerie   | 7,5               | 5                 | 9,8          |
| Sipaliwini | 5,8               | 4                 | 7,8          |
| Commewijne | 5,1               | 4                 | 7,8          |
| Para       | 3,9               | 3                 | 5,9          |
| Marowijne  | 3,4               | 3                 | 5,9          |
| Saramacca  | 3,3               | 3                 | 5,9          |
| Brokopondo | 2,7               | 3                 | 5,9          |
| Coronie    | 0,6               | 2                 | 3,9          |
| SURINAME   | 100,0             | 51                | 100,0        |